# Торета (Калтанисета)
Торета је насеље у Италији у округу Калтанисета, региону Сицилија.
Према процени из 2011. у насељу је живело 37 становника. Насеље се налази на надморској висини од 408 м.